# David Carson
David John Carson, nacido en 1960, es un climatólogo británico. Entre 1990 y 1996 fue director del Centro Hadley, y director de modelos numéricos de predicción meteorológica, en la UKMO, entre [999 a 2000, y de 2000 a 2005 director del Programa Mundial de Estudios sobre el Clima.
El Dr. Carson se unió a la Oficina Meteorológica del RU, en 1969, realizando su Ph.D, en el Departamento de Matemática Aplicada, de la Universidad de Liverpool, trabajando sobre la estructura y evolución de la capa límite atmosférica. Hizo las primeras investigaciones sobre el desarrollo de un modelo general de circulación de la atmósfera. En 1982, obtuvo por oposición ser Asistente Director dentro de la Met Office, y lideró la Dirección General de Investigación de la capa límite, y más tarde la Subdivisión de Climatología Dinámica.
Entre 1987 a 1989, el Dr. Carson fue adscrito al Concejo de Estudios sobre Ambientes Naturales (con su acrónimo en inglés NERC) como su primer Director de Programas de Ciencias de la atmósfera. En enero de 1990, retornó al Met Office, siendo Director de Estudios de Clima, y luego primer Director del Centro Hadley.